# Tiago 1
Tiago 1 é o primeiro capítulo da Epístola de Tiago, que faz parte do Novo Testamento da Bíblia. Este capítulo é dividido em 27 versículos.

## Estrutura
I. Características da religião verdadeira
1. Alegria e paciência em meio às provas, v. 2-4
2. Fé constante e firmeza de ânimo, v. 5-8
3. Aceitação da provisão divina para a vida, v. 9-11
4. Suportar a tentação, v. 12
5. Reconhecer as fontes da tentação e os resultados de ceder a ela, v. 13-15
6. Reconhecer como divina a fonte de todas as bênçãos, v. 16-18
7. O ouvido espiritual, o cuidado ao falar e a paciência diante da provocação, v. 19,20
8. O abandono de toda maldade e o recebimento, com mansidão, da verdade salvadora, v. 21
9. A busca da verdade e sua prática, v. 25
10. A generosidade prática e a pureza, v. 27
II. Características da falsa profissão de fé
1. Ouvir a Palavra com indiferença e negligência, v. 22-24
2. A religião vã, acompanhada por uma língua indomável, v. 26

## Manuscritos
- O texto original é escrito em grego Koiné.
- Alguns dos manuscritos que contém este capítulo ou trechos dele são:[2]
  - Papiro 23
  - Codex Vaticanus
  - Codex Sinaiticus
  - Codex Alexandrinus
  - Codex Ephraemi Rescriptus
- Existe um manuscrito que contém este capítulo na língua copta:[3]
  - Papiro 6